# IAM Agency
IAM Agency（日语：IAMエージェンシー）是日本的經紀公司，主要經營聲優事業。

## 簡介
此公司為2009年設立的株式會社IAM的經紀公司部門，並有附屬養成所International Media學院。隸屬IAM集團。

## 旗下藝人

### 男性
| - 佐藤祐吾 - 八木隆典 - 鎌田匠 | - 鳥野貴廣 - 松本晃 - 丸江俊也 | - 小野達矢 - 根本晃和 |

### 女性
| - 松井惠理子 - 鈴木愛奈 - 花井美春 - 鳥部萬里子 - 影山燈 - 結城飛鳥 - 三浦莉奈 - 桑山琴音 - 佐藤實季 - 近藤愛梨 - 馬淵由妃（） - 吉開友美 | - 上村香菜子 - 原元香澄 - 筒井繪理奈 - 大原實紗 - 山﨑朗子 - 西谷瑠伽（西ヶ谷 瑠伽） - 佐藤圓香 - 中尾茅珠 - 代夏美（代 なつみ） - 內田愛香 - 棚橋七海 | - 相田明日香（） - 吉田實希 - 朝田實依 - 酒井紗 - 杉山奈穗 - 長島奈美 - 多和田亞實 - 甲斐沼美咲 - 江原可奈子 - 木村千咲 |

## 相關公司
- Aslead Company（日语：アズリードカンパニー）[3]

## 外部連結
- 官方网站（日語）